# Мува (филм из 1958)
Мува је амерички научнофантастични хорор филм из 1958. године и први део серије филмова Мува. Продуцирао и режирао Курт Нојман, а главне улоге тумаче Дејвид Хедисон, Патриша Овенс, Винсент Прајс и Херберт Маршал. Сценарио Џејмса Клавела заснован је на истоименој краткој причи Џорџа Лангелана из 1957.
Филм говори о научнику који се трансформише у гротескно створење након што му обична кућна мува невиђено уђе у молекуларни транспортер са којим експериментише, што доводи до тога да се његови атоми комбинују са атомима инсекта, који производи хибрид човека и муве. Филм је објављен у CinemaScope-у у боји - за  20th Century Fox. Уследила су два црно-бела наставка, Повратак муве (1959) и Проклетство муве (1965). Оригинални филм је 1986. прерадио редитељ Дејвид Кроненберг.

## Заплет
Инспектор Чарас истражује смрт научника Андре Деламбреа. Прича је испричана у флешбеку: Деламбре је истраживао уређај за телепортацију. У експерименту на себи, промашио је муву у уређају, а уређај је укрстио то двоје: Деламбре сада има гигантску главу муве и руку мухе, док мува одлеће са људском главом. Да би ово поништио, научнику је потребна мува, коју, међутим, не може да се дочепа.
Схвативши да се оно што се догодило не може поништити, научник одлучује да уништи себе и своје резултате истраживања. Да би то урадио, тражи од своје жене да уништи све доказе о томе шта се догодило и резултате његових истраживања и убије га тако што му згњечи главу и руку у пресу, што она уз његову помоћ коначно и чини.
Инспектор Чарас не верује жени и жели да је ухапси када га Андреов брат Франсоа позове у башту. Син покојника, Филип, који се игра, открио је муву са неприродном људском главом, заробљену у пауковој мрежи, која позива у помоћ. Шарас и Франсоа са ужасом посматрају сцену, а непосредно пре него што паук стигне до своје жртве, инспектор убија и муву и паука каменом.

## Улоге
| Глумац         | Улога                      |
| -------------- | -------------------------- |
| Дејвид Хедисон | Андре Деламбре             |
| Патриша Овенс  | Хелене Деламбре            |
| Винсент Прајс  | Франсоа Деламбре           |
| Херберт Маршал | Инспектор Чарас            |
| Кетлин Фриман  | Ема                        |
| Бети Лу Герсон | Медицинска сестра Андерсон |
| Чарлс Херберт  | Филип Деламбре             |
| Јуџин Борден   | др Ежут                    |
| Торбен Мејер   | Гастон                     |

## Производња

### Развој
Продуцент-редитељ Курт Нојман открио је кратку причу Џорџа Лангелана у часопису Плејбој. Показао га је Роберту Л. Липерту, шефу филијале Б-филм студија 20th Century Fox, Regal Pictures. Филм је требало да буде снимљен у Липертовој одећи, али је објављен као "званични" Фоксов филм, а не под мање престижним Регал банером.
Липерт је ангажовао Џејмса Клавела да прилагоди Лангеланову причу на основу претходног научно-фантастичног сценарија у РКО, који никада није произведен. Постао је Клавелов први снимљени сценарио. Како се присећа Хари Спалдинг, сценарио је био „најбољи први нацрт који сам икада видео, требало је врло мало рада“.
Адаптација је у великој мери остала верна Лангелановој краткој причи, осим што је преселила радњу из Француске у Канаду и створила срећнији крај елиминацијом самоубиства.

### Кастинг
Липерт је покушао да убаци Мајкла Ренија и Рика Џејсона у улогу Андреа Деламбреа, пре него што се сложио са тада углавном непознатим Дејвидом Хедисоном (на екрану најављен као "Ал Хедисон"). Хедисонов костим „Флај“ представљао је главу муве од 20 фунти, о којој је рекао: „Покушај да глумиш у њему био је као да покушаваш да свираш клавир са боксерским рукавицама“. Хедисон никада није био задовољан шминком, али шминкер Бен Нај је остао веома позитиван у погледу свог рада, пишући годинама касније да упркос томе што је снимао многе научне-фантастичне филмове, „никада нисам радио ништа тако софистицирано или оригинално као што је Мува “.
Годинама касније, Винсент Прајс се присетио да је глумачка екипа пронашла неку лакоћу током снимања: „Играли смо ову врсту филозофске сцене, и сваки пут би тај мали глас [муве] рекао 'Помози ми! Помози ми!' само бисмо вриштали од смеха. Било је страшно. Требало нам је око 20 покушаја да то коначно добијемо".

### Снимање
Извори се разликују у погледу буџета, при чему један извор износи 350.000 долара,  други 325.000 долара,  а други чак 495.000 долара. Снимање је трајало укупно 18 дана. Липерт је рекао да је буџет био 480.000 долара. Фотографске ефекте је радио ЛБ Абот, а шминку је направио Бен Нај.
Сниман је у заштићеном CinemaScope-у компаније 20th Century Fox у боји компаније Deluxe. Лабораторијски сет вредан 28.000 долара је направљен од вишка војне опреме. 

## Издање
Муву је у јулу 1958. објавио 20th Century Fox. Продуцент и редитељ Курт Нојман умро је само неколико недеља након премијере, не схватајући да је направио највећи хит у својој каријери. Један извор тврди да је био на дуплом рачуну са Space Master X-7.

## Пријем

### Box office
Филм је постигао комерцијални успех, зарадио је 3 милиона долара на домаћој благајни у поређењу са буџетом мањим од 500.000 долара, постао је један од највећих хитова године за Фокс студије. Зарадио је 1,7 милиона долара од изнајмљивања биоскопа. Липерт је тврдио да је зарадио 4 милиона долара. 
Финансијски успех филма имао је нуспојаву тако што је колега из улоге Винсента Прајса (чија је претходна филмографија садржавала само раштркане нападе на жанровске филмове) постао главна хорор звезда. Сам Прајс је био позитиван о филму, рекавши, деценијама касније, „Мислио сам да је Мува диван филм – забаван и сјајно забаван“.

## Критички одзив
Након првог објављивања, критичар Иван Батлер назвао је филм „најсмешнијим и свакако једним од најодвратнијих научнофантастичних-хорор филмова икада направљених“, а Карлос Кларенс је похвалио ефекте, али је закључио да се филм „колапсира под тежина многих питања“.Критичар Њујорк Тајмса, Хауард Томпсон, био је позитивнији, пишући: „Заиста садржи, укратко, два најмучнија призора које је један обични швакер икада видео на екрану... Иначе, веровали или не, Мува је један од бољих, суздржанијих ставки "шок" школе... Чак и уз лабораторијске апсурде, има занимљиву филозофију о човеку" Вариети је такође био прилично позитиван, пишући: „Један јак фактор слике је њена необична веродостојност. Клавел и Нојман је причају као мистериозно напету причу, тако да има убедљив интерес осим својих сабласних ефеката." „Првокласна научно-фантастична-хорор мелодрама“, објавили су Harrison's Reports, додајући, „радња привлачи нечију пажњу од уводних до завршних сцена, и испуњена је напетим ситуацијама од које се хвата кичма које ће задржати филм - посетиоци на ивици својих седишта“. Philip K. Scheuerиз Los Angeles Times назвао филм „застрашујућим, што је, наравно, његова примарна сврха. Такође је вештији у концепту и извођењу од просечног научно-фантастичног напора“. Мешовита рецензија у The Monthly Film Bulletin је написала: „Ране секвенце овог филма имају велику мистерију и напетост, а ситуација је генијално изграђена. Али филм убрзо постаје мучан колико му голи обриси сугеришу; чак и тренуци које би на здравијим сликама могле да изазову смех због чистог апсурда нуде мало олакшања." 
Модерна критика је била уједначеније позитивна. Стив Биодроовски из Cinefantastique-а је изјавио: „Филм, иако тешко да је ремек-дело, стоји на много начина изнад нивоа научне фантастике Б-филмова уобичајене 1950-их.  Критичар Стивен Х. Шојер похвалио га је као „врхунски научнофантастични трилер са писменим сценаријем за промену, плус добрим продукцијским ефектима и способним изведбама“. Мува је 1959. номинована за награду Хуго за најбољи СФ или фантастични филм на 17. Светској конвенцији научне фантастике. Има 95% „Свеже“ оцене на Rotten Tomatoes, Филм је такође добио четири од пет звездица на AllMovie -у.

## Листе на крају године
Листе Америчког филмског института
100 година АФИ-ја... 100 трилера - Номинован
100 година АФИ-ја... 100 филмских цитата - "Help me! Help me!" – номинован

## Наставци
Филм је изнедрио два наставка, Повратак муве (филм из 1959) и Проклетство муве (филм из 1965).

## Римејкови
Такође, истоимени римејк Мува (филм из 1986) режирао је Дејвид Кроненберг, који је имао наставак из 1989. Мува 2.
Успех филма подстакао је Липерта да ангажује Клавела да дебитује као редитељ са Five Gates to Hell (1959).